# Capitan (New Mexico)
Capitan is een plaats (village) in de Amerikaanse staat New Mexico, en valt bestuurlijk gezien onder Lincoln County.

## Demografie
Bij de volkstelling in 2000 werd het aantal inwoners vastgesteld op 1443.
In 2006 is het aantal inwoners door het United States Census Bureau geschat op 1550, een stijging van 107 (7,4%).

## Geografie
Volgens het United States Census Bureau beslaat de plaats een oppervlakte van
8,3 km², geheel bestaande uit land. Capitan ligt op ongeveer 1999 m boven zeeniveau.

## Plaatsen in de nabije omgeving
De onderstaande figuur toont nabijgelegen plaatsen in een straal van 48 km rond Capitan.